# Центральный округ (Комсомольск-на-Амуре)
Центральный округ —  один из двух округов города Комсомольска-на-Амуре. Также именуется как центр, или «город».

## География
Округ расположен в центральной и западной частях города Комсомольска-на-Амуре. С Ленинским округом граница проходит на севере через Силинский лес.

## История
На месте города до 1932 года располагалось село Пермское, основанное в середине XIX века. В январе 1932 года правительственной комиссией было принято решение о возведении в районе села Пермского судостроительного завода.
19 октября 1943 года город был административно разделён на Ленинский, Сталинский и Центральный районы. Указом от 7 августа 1957 года административно-территориальное деление города было упразднено. Вновь город был поделён на районы Указом Президиума Верховного Совета РСФСР от 31 марта 1972 года: наряду с Ленинским был вновь создан Центральный район. В 2008 году район был упразднён и преобразован в территориальную единицу Центральный округ.

## Население
| 1939  | 1979   | 1989   | 2002   | 2008   |
| ----- | ------ | ------ | ------ | ------ |
| 43116 | 180257 | 219769 | 191739 | 185878 |

## Галерея

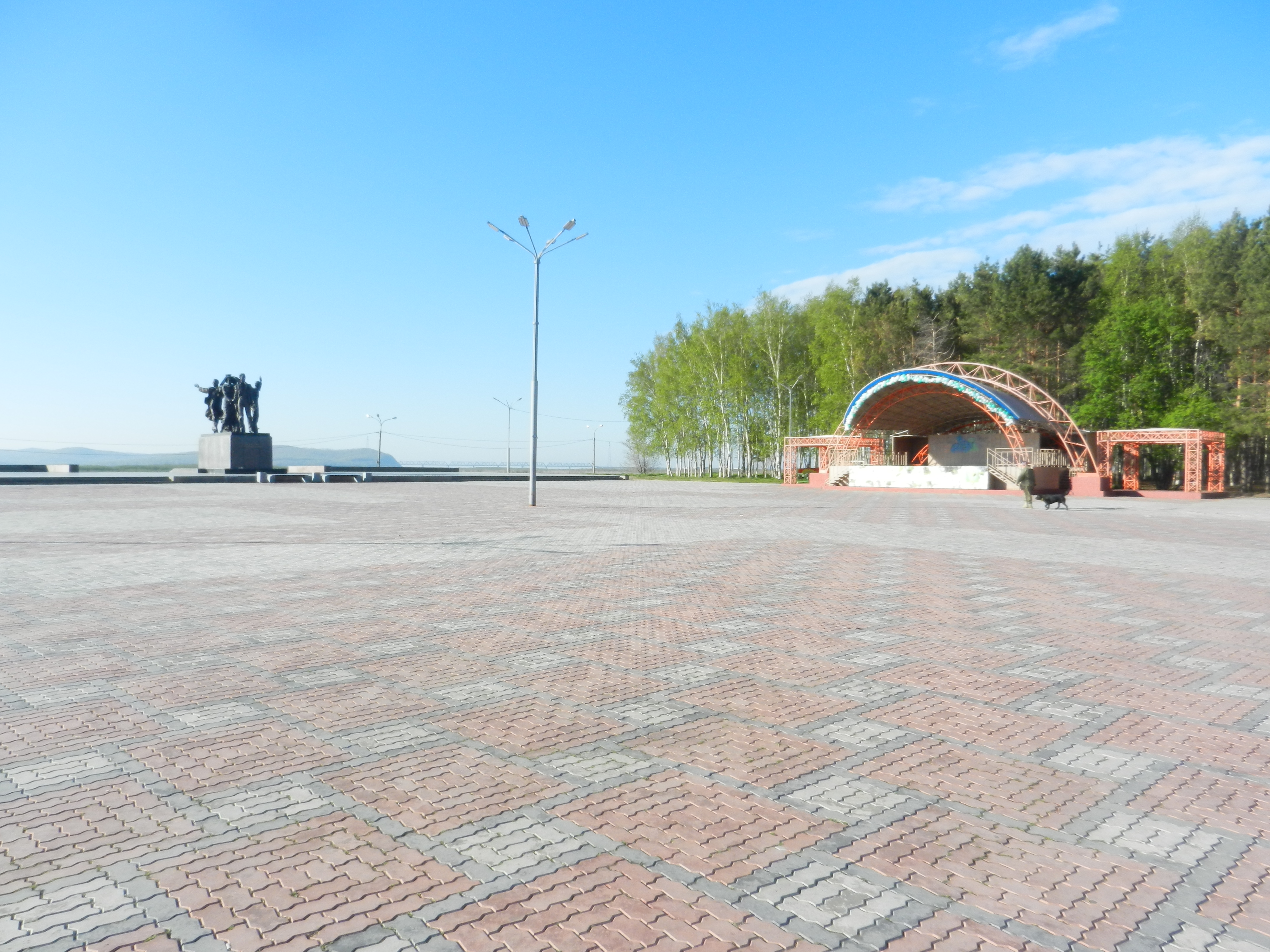
Набережная
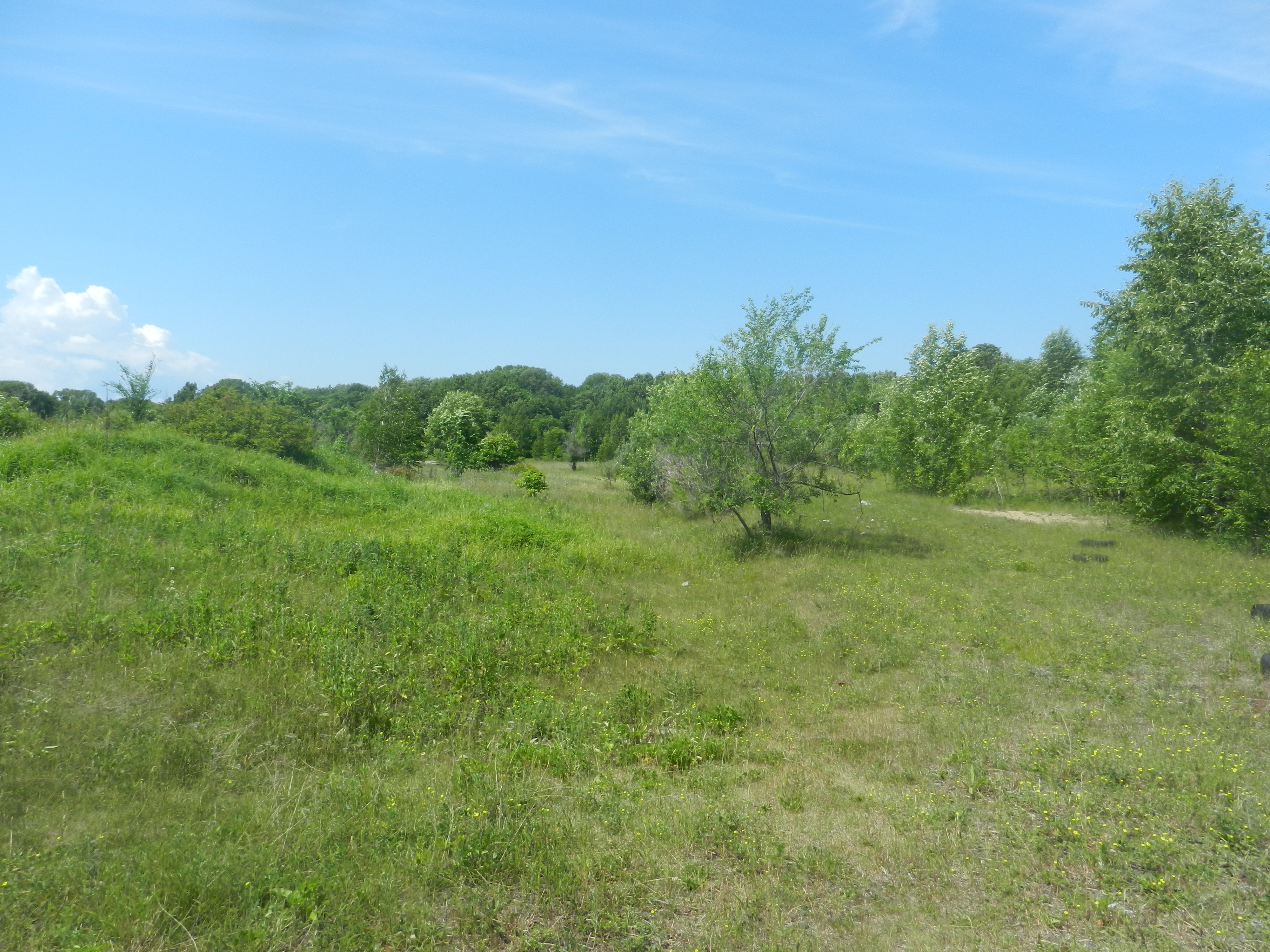
Силинский лес
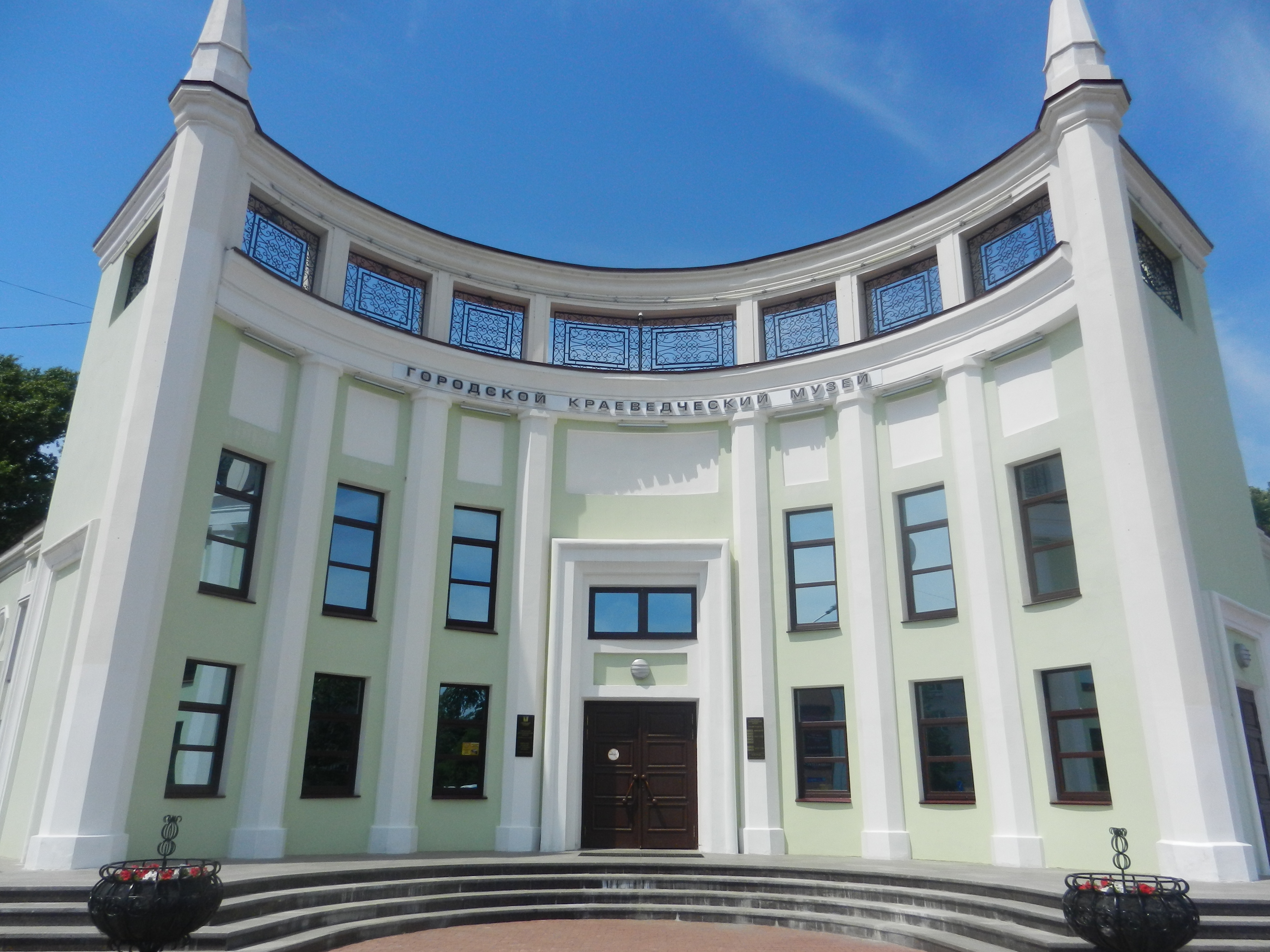
Краеведческий музей